# Cámara de las Llaves
La Cámara de las Llaves (manés: Yn Kiare as Feed) es la cámara baja que junto al Consejo Legislativo conforman el Tynwald, que es el parlamento de la Isla de Man y el más antiguo en sesión continua de la historia.

## Gobernanza
Los miembros se conocen como miembros de la Cámara de las Llaves (MHK). Los ciudadanos mayores de 16 años pueden votar, mientras que uno debe tener al menos 18 años y ser residente de la isla durante tres años para ser elegido miembro de la Cámara. Hay 12 distritos electorales, principalmente basados en los sheadings y en las unidades del gobierno local. (Algunas unidades del gobierno local se dividen en dos distritos electorales). Cada uno envía dos miembros a la Cámara, elegidos por mayoría de votos (cada elector puede votar por hasta dos candidatos). La duración de la Cámara se fija normalmente en cinco años, pero existen disposiciones para la disolución antes de la expiración del plazo.
El Portavoz de la Cámara (SHK) es un MHK elegido por sus pares como presidente. El Portavoz vota en la Cámara, pero a diferencia de otros miembros, puede abstenerse;  sin embargo, cuando el voto está empatado, el presidente debe emitir el voto decisivo. El portavoz también actúa como vicepresidente del Tynwald.
La Cámara elige a 8 de los 11 miembros del Consejo Legislativo. La legislación no suele tener su origen en el consejo. (Hay excepciones: por ejemplo, el Proyecto de Ley de Igualdad se presentó en el Consejo Legislativo a finales de 2016). Así, los miembros tienen mucho más poder que el consejo, que cumple la función de cámara revisora.
La Cámara se reúne aproximadamente una vez al mes junto con el Consejo Legislativo en una sesión conjunta que conforma el Tynwald.

## Lugar de sesiones
La Cámara generalmente se reúne en su asientos en los Edificios Legislativos en Douglas. Los asientos se asignan en orden alfabético por nombre de distrito (en inglés) y se organizan en dos filas. Los miembros que recibieron el mayor número de votos en su circunscripción se sientan en la primera fila. El 14 de marzo de 2017, los miembros se reunieron en la Antigua Cámara de las Llaves en Castletown, por primera vez desde 1874, para conmemorar el 150 aniversario de la primera Cámara de las Llaves elegida.